# فلتا (کالیفرنیا)
فلتا (به انگلیسی: Fleta) یک منطقهٔ مسکونی در ایالات متحده آمریکا است که در شهرستان کرن، کالیفرنیا واقع شده‌است. فلتا ۸۰۶ متر بالاتر از سطح دریا واقع شده‌است.